# Psilocurus nudiusculus
Psilocurus nudiusculus är en tvåvingeart som beskrevs av Friedrich Hermann Loew 1874. Psilocurus nudiusculus ingår i släktet Psilocurus och familjen rovflugor. Inga underarter finns listade i Catalogue of Life.